# Lee (Flórida)
Lee é uma vila localizada no estado americano da Flórida, no condado de Madison. Foi incorporada em 1909.

## Geografia
De acordo com o United States Census Bureau, a vila tem uma área de 6,2 km², onde todos os 6,2 km² estão cobertos por terra.

### Localidades na vizinhança
O diagrama seguinte representa as localidades num raio de 40 km ao redor de Lee.

## Demografia
Segundo o censo nacional de 2010, a sua população é de 352 habitantes e sua densidade populacional é de 56,6 hab/km², o que a torna a localidade menos populosa e também a menos densamente povoada do condado de Madison. Possui 160 residências, que resulta em uma densidade de 25,7 residências/km².